# ジェームズ・オグルヴィ (第5代フィンドレイター伯爵)
第5代フィンドレイター伯爵および第2代シーフィールド伯爵ジェームズ・オグルヴィ（英語: James Ogilvy, 5th Earl of Findlater and 2nd Earl of Seafield、1689年頃 – 1764年7月9日）は、スコットランド貴族。1701年から1730年までレイドヘイヴン子爵（Viscount Reidhaven）の儀礼称号を使用した。

## 生涯
第4代フィンドレイター伯爵および初代シーフィールド伯爵ジェームズ・オグルヴィとアン・ダンバー（Anne Dunbar、1708年8月14日没、初代準男爵サー・ウィリアム・ダンバーの娘）の息子として生まれた。
1715年ジャコバイト蜂起を支持した疑いにより、一時エディンバラ城に投獄されたという。
1730年8月15日に父が死去すると、フィンドレイター伯爵とシーフィールド伯爵の爵位を継承した。
1734年から1742年までスコットランド警察卿（Lord of Police）の1人を、1734年から1761年までホイッグ党員としてスコットランド貴族代表議員を、1738年から1764年までスコットランド海軍次官を務めた。また、1746年のスコットランド世襲的司法権廃止法に基づき、所有する世襲権を放棄する代償として5,500ポンドを請求したが、1,085ポンドの支払いしか認められなかった。
1764年7月9日に死去、息子ジェームズが爵位を継承した。

## 家族
1710年頃、エリザベス・ヘイ（Elizabeth Hay、第7代キノール伯爵トマス・ヘイの娘）と結婚、1男2女をもうけた
- ジェームズ（1714年頃 – 1770年） - 第6代フィンドレイター伯爵、第3代シーフィールド伯爵
- マーガレット（1757年2月20日没） - 1735年10月31日、第6代準男爵サー・ルドヴィク・グラントと結婚、子供あり。第5代シーフィールド伯爵ルイス・アレクサンダー・グラント＝オグルヴィ（英語版）と第6代シーフィールド伯爵フランシス・ウィリアム・オグルヴィ＝グラント（英語版）の父方の祖母にあたる
- アン（1759年2月8日没） - 1733年9月14日、第2代ホープトン伯爵ジョン・ホープと結婚、子供あり

1723年12月、ソフィア・ホープ（Sophia Hope、1702年5月31日 – 1761年4月25日、初代ホープトン伯爵チャールズ・ホープの娘）と再婚した。